# سینتیا کالویلو
سینتیا کالویلو (انگلیسی: Cynthia Calvillo؛ زادهٔ ۱۳ ژوئیهٔ ۱۹۸۷) ورزشکار هنرهای رزمی ترکیبی اهل ایالات متحده آمریکا است. وی از سال ۲۰۱۰ میلادی تاکنون مشغول فعالیت بوده‌است.